# センチネル (マーベル・コミック)
センチネル（Sentinel）は主に『X-MEN』に登場するミュータントハンターロボット。初登場は1965年11月の『Uncanny X-Men (vol.1) #14』。

## 概要
ミュータントを脅威と考える人類学者ボリバー・トラスクによって製造された。ミュータントにとっては種の存続を脅かす存在であるが、人間にとってはミュータントの脅威から守ってくれる存在である。ミュータント遺伝子の有無を感知することができミュータントのみを攻撃する。
トラスク博士がミュータントの存在を公にしプロフェッサーXとTVで討論。その場でセンチネルを公開したがセンチネルは「人類を守るためにはセンチネルが人類を支配しなければならない」として暴走し、トラスク博士を捕えセンチネルの増産を強要する。トラスク博士はミュータントの研究過程でビーストの過去を知りミュータントが脅威ばかりではないとの思いに至り、1号機マスターモールドとセンチネルの生産設備を道連れに爆死した。
しかしセンチネルの設計図は政府関係機関や反ミュータント団体などに流出しており、その後も様々な型のセンチネルが製造された。中にはトニー・スタークのスターク社が製造に関わったセンチネルも存在する。度々X-MENや後天的に能力得たスパイダーマンなどの超人もミュータントと見做し交戦し、時にはマグニートーやオンスロートに操られたりする。
スカーレット・ウィッチが引き起こしたMデイ以後は絶滅寸前まで激減したミュータントを保護という名目で監視するようになっている。
ミスティークがケリー上院議員を暗殺した未来ではセンチネルが人類を支配している。『エイジ・オブ・アポカリプス』のような平行世界では純粋に人類を守るために活動していることもある。

## バリエーション
- 基本型

全長20〜30メートルの自律型巨大ロボット。目や掌からビームを発射しミサイルも装備し、中にはミュータント能力を無効化するものもある。金属製であるためマグニートーら磁力を操る者とは相性が悪く、後に磁力を受け付けない素材で作られたものもある。
- 搭乗型

人間が搭乗して操縦するタイプ。スターク・エンタープライズが開発した。
- マスターモールド

センチネルを束ねるセンチネル。センチネルを生産するセンチネル。通常のセンチネルよりもはるかに巨大でほとんど玉座に座ったままである。トラスク博士が建造した1号機は自我を持ち「人類を守るには人類を支配しなければならない」という結論を出す。幾度となくX-MENと戦い最終的に未来から来たセンチネルニムロッドと合体してX-MENを追い詰めたが、魔界シージペラリスに通じる門に落とされ消え去った。
- ニムロッド

未来（アース-811）で進化発展したセンチネル。小型化が進み全長は3メートルほど。サイクロップスとジーン・グレイの娘レイチェルを追って現代に来た。各ミュータントに対する反撃方法を備え自己修復機能も有している。反ミュータント団体のウィリアム・ストライカーが破損状態のニムロッドを回収し、その技術を応用し組織の武装強化を行った。
- バスチオン

魔界シージペラリスに落とされたマスターモールドがよみがえった姿。シージペラリスに通じる門をくぐる者は天の裁きを受けるとされマスターモールドもその裁きを受け、人間とセンチネルの融合体として生まれ変わった。老婦人ローズに保護されセバスチャンと名付けられ「ミュータントの増加はアメリカを破滅に追い込む」と教えられる。その後バスチオンと名を改め反ミュータント団「人類の友」に入会。政治の中枢に食い込みミュータント抹殺計画「ゼロ・トレランス」を発動した。ゼロ・トレランス後もミュータント撲滅を画策したが、最終的に頭部だけとなりS.H.I.E.L.D.の管理下に置かれた。
- オメガ・センチネル（オメガ・プライム・センチネル）

本名カリマ・シャパンダー。ゼロ・トレランスの際センチネルに改造されてしまったインド人の婦人警官。外見は普通の人間だが腕を変形させてブラストを放ったりと数々の武装を備えている。バスチオンの呪縛から逃れ自我を取り戻した後は警官を続けていたが、実験台にされ解体された。ビーストに修理されローグと共に行動していたが、精神生命体マリスに寄生されテロリスト集団マローダーズに入る。マリスの支配から逃れた後はエクソダスが率いるアコライツに参加している。
- オメガセンチネル

『ハウス・オブ・M』の改変世界に登場したセンチネル。センチネルの天敵ともいえるマグニートーの磁力による攻撃を無効化する非金属性の新型。セントラルパークでミュータントの軍団と激戦を繰り広げたがミュータントの団結の前に敗れ去った。このセンチネルを建造していたセバスチャン・ショウは自分がミュータントであることを知りマグニートーにつき、これがミュータント勝利の大きな要因となった。その後センチネルはミュータントを守るようにプログラムが書き換えられた。
- 野良センチネル

南米エクアドルに設置されていたマスターモールドが生み出したセンチネル。廃材から作られているのでデザインが統一されていない。カサンドラ・ノヴァに率いられジェノーシャに住む1600万人ものミュータントを虐殺した。
- ナノ・センチネル

カサンドラ・ノヴァによって開発されたナノマシンサイズのセンチネル。コミックでは液体金属のような描き方をされている。ミュータントの免疫機能を低下させ死に追い込む。人間に感染した際には宿主をセンチネル化させた。
- ジャストンのセンチネル

アベンジャーズ・アカデミーの少年ジャストンによってプログラムを書き換えられたセンチネル。最優先命令である「ミュータントの抹殺」が下位にされ最優先命令が「ジャストンを見捨てないこと」にされた。フェニックス化したエマ・フロストに破壊されたが中枢ユニットが無事だったために再生された。

## ゲーム
- X-MEN CHILDREN OF THE ATOM - プレイヤーキャラクターとして登場。
- MARVEL VS. CAPCOM CLASH OF SUPER HEROES - 隠しスペシャルパートナーとして登場。
- MARVEL VS. CAPCOM 2 NEW AGE OF HEROES - 隠しキャラクターとして登場。
- MARVEL VS. CAPCOM 3 Fate of Two Worlds - 隠しキャラクターとして登場。

## 映画
- X-MEN:ファイナル ディシジョン - 冒頭のシミュレーション戦闘シーンに登場。
- X-MEN:フューチャー&パスト